# Lambertus-Verlag

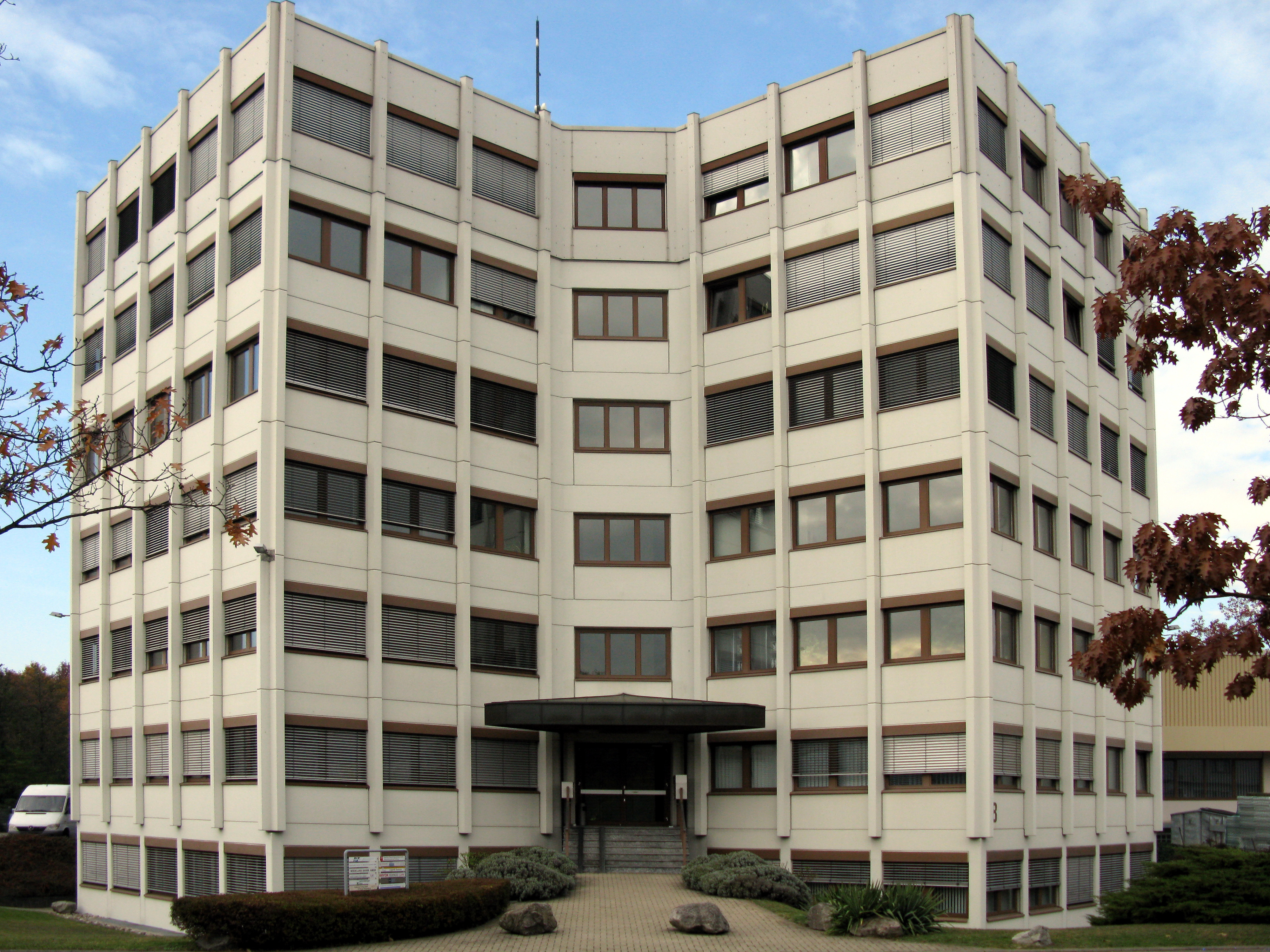
Mitscherlichstraße 8, Sitz des Lambertus-Verlages

Der Lambertus-Verlag ist ein deutscher Verlag im Bereich der sozialen Fachbücher sowie von Büchern und Loseblattsammlungen zum Sozialrecht und kirchlichen Arbeitsrecht – wie etwa den AVR-Caritas, dem Freiburger Kommentar zur Mitarbeitervertretungsordnung in der Caritas (MAVO) (inkl. KAGO) und dem Praxiskommentar zum Arbeitsrecht in der Caritas.

## Geschichte
Die Anfänge des Verlages fallen in den November 1897. Auf der Gründungsversammlung des Deutschen Caritasverbandes (DCV) proklamierte der Gründer des DCV Prälat Lorenz Werthmann, dass in der „Charitas mehr publiziert, studiert und mehr organisiert werden“ müsse.
Ab dem Jahr 1898 ist der „Verlag des Charitasverbandes für das katholische Deutschland“ oder kurz „Charitasverlag“ nachgewiesen. Der bis heute gültige Name Lambertus-Verlag, der auf den Hl. Lambertus als einen der Schutzpatrone der Stadt Freiburg im Breisgau verweist, war 1951 das Ergebnis eines Wettbewerbs unter den Mitarbeitern.

## Verlagsprogramm
Jährlich werden rund 50 Neuerscheinungen und etwa 20 Neuauflagen in verschiedenen Themenbereichen verlegt, darunter vor allem aus den Bereichen:
- kirchliches Arbeitsrecht
- Sozialrecht
- Soziale Arbeit
- Heilpädagogik und Behinderung
- Psychologie und Pädagogik
- Prekäre Lebenslagen
- Ethik und Theologie
- Schul- und Studienbücher

Seit mehr als 60 Jahren werden auch die offiziellen Kalender der Caritas verlegt. Dabei handelt es sich um den Caritas-Tagesabreiß-Kalender und den Caritas-Buch-Kalender.